# Jean Pierre Mifsud Triganza
Jean Pierre Mifsud Triganza (ur. 20 listopada 1981) – piłkarz maltański grający na pozycji napastnika. Od 2013 roku jest zawodnikiem klubu Valletta FC.

## Kariera klubowa
Profesjonalną karierę rozpoczął w klubie Floriana FC, z którego w 2000 roku został wypożyczony do występującego wówczas w trzeciej lidze zespołu Msida Saint-Joseph. Wywalczył z nim awans do drugiej ligi i w kolejnym sezonie na tym poziomie rozgrywkowym zdobył 21 bramek w 14 występach. Wrócił do Floriana FC, a w 2003 roku trafił na sześć sezonów do Birkirkara FC. W kolejnych latach występował w Sliema Wanderers i Birkirkara FC. Latem 2013 roku podpisał 3-letni kontrakt z Valletta FC.

## Kariera reprezentacyjna
W reprezentacji Malty zadebiutował 19 listopada 2008 roku w towarzyskim meczu przeciwko Islandii. Na boisku pojawił się w 76 minucie.
| Mecze i gole w reprezentacji | Mecze i gole w reprezentacji | Mecze i gole w reprezentacji | Mecze i gole w reprezentacji | Mecze i gole w reprezentacji | Mecze i gole w reprezentacji | Mecze i gole w reprezentacji |
| #                            | Data                         | Stadion                      | Rywal                        | Wynik                        | Gol                          | Rozgrywki                    |
| 2008                         | 2008                         | 2008                         | 2008                         | 2008                         | 2008                         | 2008                         |
| ---------------------------- | ---------------------------- | ---------------------------- | ---------------------------- | ---------------------------- | ---------------------------- | ---------------------------- |
| 1.                           | 19.11.2008                   | Paola, Malta                 | Islandia                     | 0:1                          | 0                            | towarzyski                   |

## Sukcesy
Birkirkara
- Mistrzostwo Malty: 2006, 2013
- Puchar Malty: 2005, 2008
- Superpuchar Malty: 2004, 2005, 2006